# زمین‌های مولگا
زمین‌های مولگا (انگلیسی: Mulga Lands) نام یک منطقهٔ زیستی بینابینی در استرالیا است که در شمال غربی نیو ساوت ولز و جنوب غربی کوئینزلند واقع شده است. این منطقه شامل دشت‌های شنی خشک با پوشش گیاهی جنگل‌های کم‌درخت و درختچه‌زارهای مولگا می‌باشد. درخت مولگا (Acacia aneura) گونه‌ای اقاقیا است که به دلیل مقاومت بالا به خشکی، در این منطقه به فراوانی یافت می‌شود و نام این منطقه نیز از آن گرفته شده است.
این منطقه دارای آب و هوای خشک و نیمه خشک با بارندگی کم و نامنظم است. پوشش گیاهی غالب در این منطقه درخت مولگا است، اما گیاهان دیگری مانند علف‌های تیغ (Spinifex) و انواع درختچه‌ها نیز در این منطقه یافت می‌شوند.
جانوران این منطقه شامل گونه‌های مختلفی از پرندگان، پستانداران، خزندگان و دوزیستان است که با شرایط خشک این منطقه سازگار شده‌اند. برخی از این جانوران عبارتند از: کانگورو قرمز، والابی، موش‌های صحرایی، مارمولک‌ها و انواع پرندگان شکاری.